# Ten (musikgrupp)
Ten (ibland skrivet TEN eller ten) är ett brittiskt hårdrock/heavy metal band som grundades 1995 i Manchester.

## Medlemmar
Nuvarande medlemmar
- Gary Hughes – sång, programmering
- Dann Rosingana – sologitarr
- Steve Grocott – sologitarr
- John Halliwell – rytmgitarr
- Steve Mckenna – basgitarr
- Darrel Treece-Birch – keyboard
- Max Yates – trummor

## Diskografi
Studioalbum
- X (1996)
- The Name of the Rose (1996)
- The Robe (1997)
- Spellbound (1999)
- Babylon (2000)
- Far Beyond the World (2001)
- Return to Evermore (2004)
- The Twilight Chronicles (2006)
- Stormwarning (2011)
- Heresy and Creed (2012)
- Albion (2014)
- Isla De Muerta (2015)
- Gothica (2017)
- Illuminati (2018)

Livealbum
- Never Say Goodbye (1998)

Samlingsalbum
- The Best of Ten 1996-1999 (1999)
- X/The Name of the Rose (1999)
- The Robe/Bonus Collection (1999)
- The Essential Collection 1995-2005 (2006)
- Battlefield – The Rocktopia Records Collection (2016)
- Opera Omnia (2016)

EPs
- The Name of the Rose (1996)
- The Robe (1997)
- You're In My Heart (1997)
- Fear the Force (1999)
- The Dragon And Saint George (2015)